# NGC 527-1
NGC 527-1 (другие обозначения — ESO 352-68, MCG −6-4-21, PGC 5141, PGC 5128) — галактика в созвездии Скульптор.
Этот объект входит в число перечисленных в оригинальной редакции «Нового общего каталога».